# Johann Gottlieb Stemler

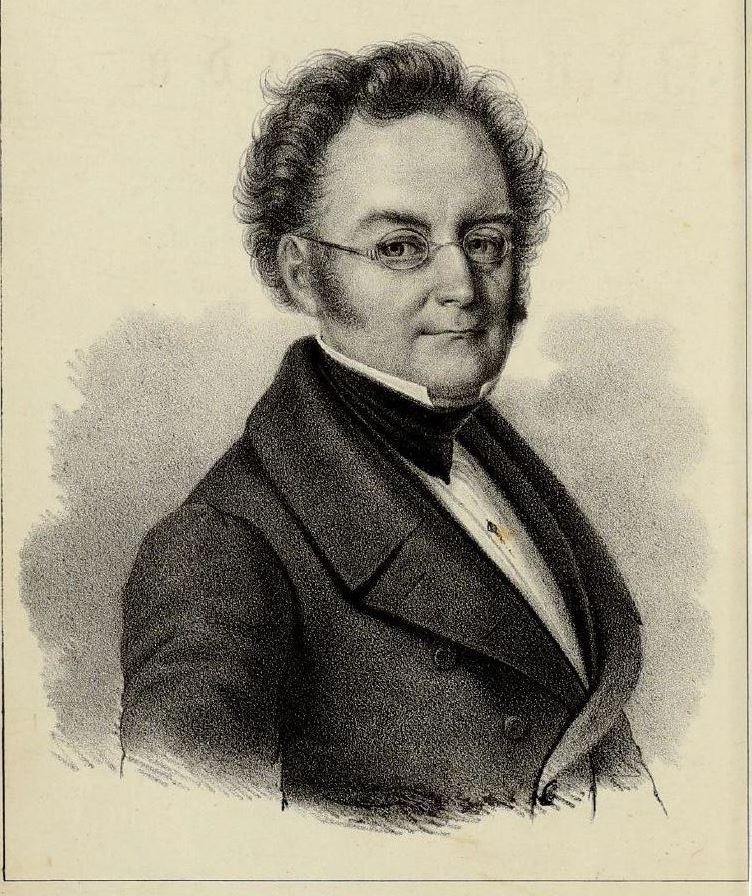
Johann Gottlieb Stemler

Johann Gottlieb Stemler (* 10. November 1788 in Zeulenroda; † 29. August 1856 in Greiz) war ein deutscher Arzt und Politiker.

## Leben
Geboren als Sohn des Apothekers Johann Theophilus Stemler und der Johanna Magdalena Regina geb. Prätorius, erhielt Stemler zunächst Privatunterricht und besuchte anschließend ab 1802 das Gymnasium in Zeitz. Nach dem Abitur studierte er Naturwissenschaften und Medizin, bis 1810 an der Universität Jena, 1810 an der Universität Tübingen und 1911 an den Universitäten Würzburg und Bamberg. Er wurde Mitglied der alten Landsmannschaft Saxonia Jena und 1808 des heute noch bestehenden Corps Saxonia Jena. Ob er sich 1810 der alten Landsmannschaft Franconia Tübingen anschloss, ist nicht eindeutig geklärt. 1810 wurde er in Jena zum Dr. phil. und 1811 in Würzburg zum Dr. med promoviert.
Stemler ließ sich 1811 als Arzt in seiner Geburtsstadt Zeulenroda nieder. 1813 wurde ihm provisorisch und 1816 endgültig das Fürstliche Reuß-Plauisch-Greizer Stadt- und Land-Physikat in Zeulenroda und in der Herrschaft Burgk übertragen.
Er betätigte sich schriftstellerisch. Unter anderem verfasste er einige medizinische Schriften, die mehrbändige Geschichte der Stadt Zeulenroda und eine Enzyklopädie zur Kosmo- und Geographie.

## Politiker
Stemler wurde 1832 mit „erdrückender“ Mehrheit zum ehrenamtlichen Bürgermeister der Stadt Zeulenroda gewählt; bis zu seinem Tod 1856 hatte er das Amt inne. Von 1832 bis 1856 war er ebenso als Obergreizer Städtischer Deputierter Mitglied der Landschaft von Reuß älterer Linie. Dabei widersetzte er sich 1832 in den Ständen der Unterdrückung der Liberalen.
Nach der Revolution von 1848/1849 in Reuß älterer Linie war er 1849/1850 als einer der drei Vertreter der alten Landstände Mitglied des Beratungslandtags. Bei den Wahlen zur Frankfurter Nationalversammlung von 1848 kandidierte er, unterlag aber in der Wahl. 1850 war er Mitglied des Staatenhauses des Erfurter Unionsparlaments. Er war Abgeordneter des Fürstentums Reuß älterer Linie, gewählt vom Landtag auf Vorschlag der Fürstlichen Regierung. Er hatte als Bürgermeister 1851 maßgeblichen Anteil an der Gründung der Stadtsparkasse Zeulenroda.

## Auszeichnungen
- Ernennung zum Hofrat, 1836

## Schriften
- Specimen parallelismi inter systema Linneanum et Jussieuanum, 1810
- De mania, 1811
- Entwurf einer physisch-medizinischen Topographie von Zeulenroda, 1820
- Klinische Beobachtungen und Erfahrungen aus dem Bereich meiner Praxis systematisch geordnet, 1825
- Teutsche Encyklopädie oder systematisches Lehrbuch der jedem Gebildeten nöthigen Kenntnisse. 2 Bände, 1830
- Geschichte von Zeulenroda, 1840